# Evangelische Kirche (Münchholzhausen)

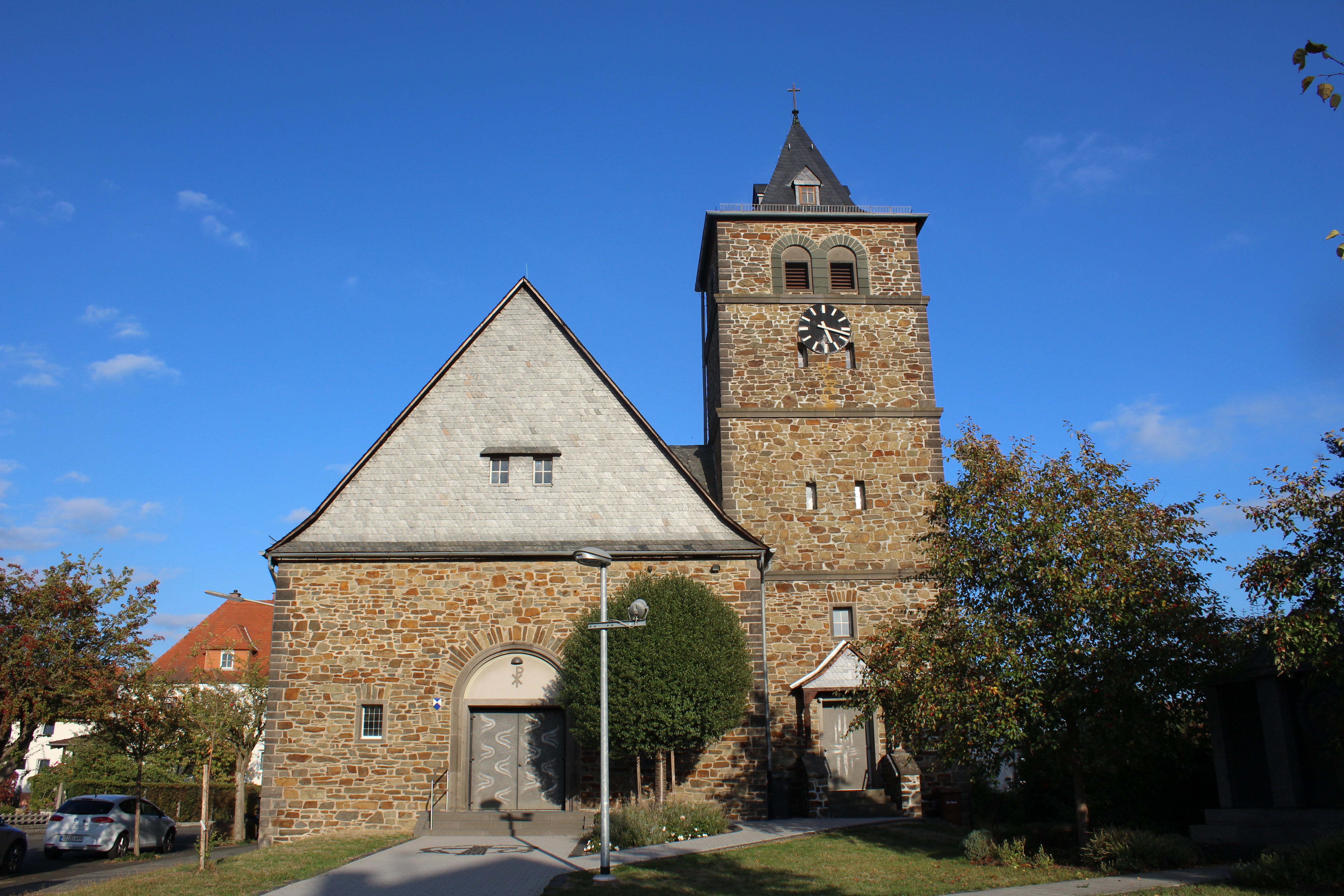
Kirche in Münchholzhausen von Westen

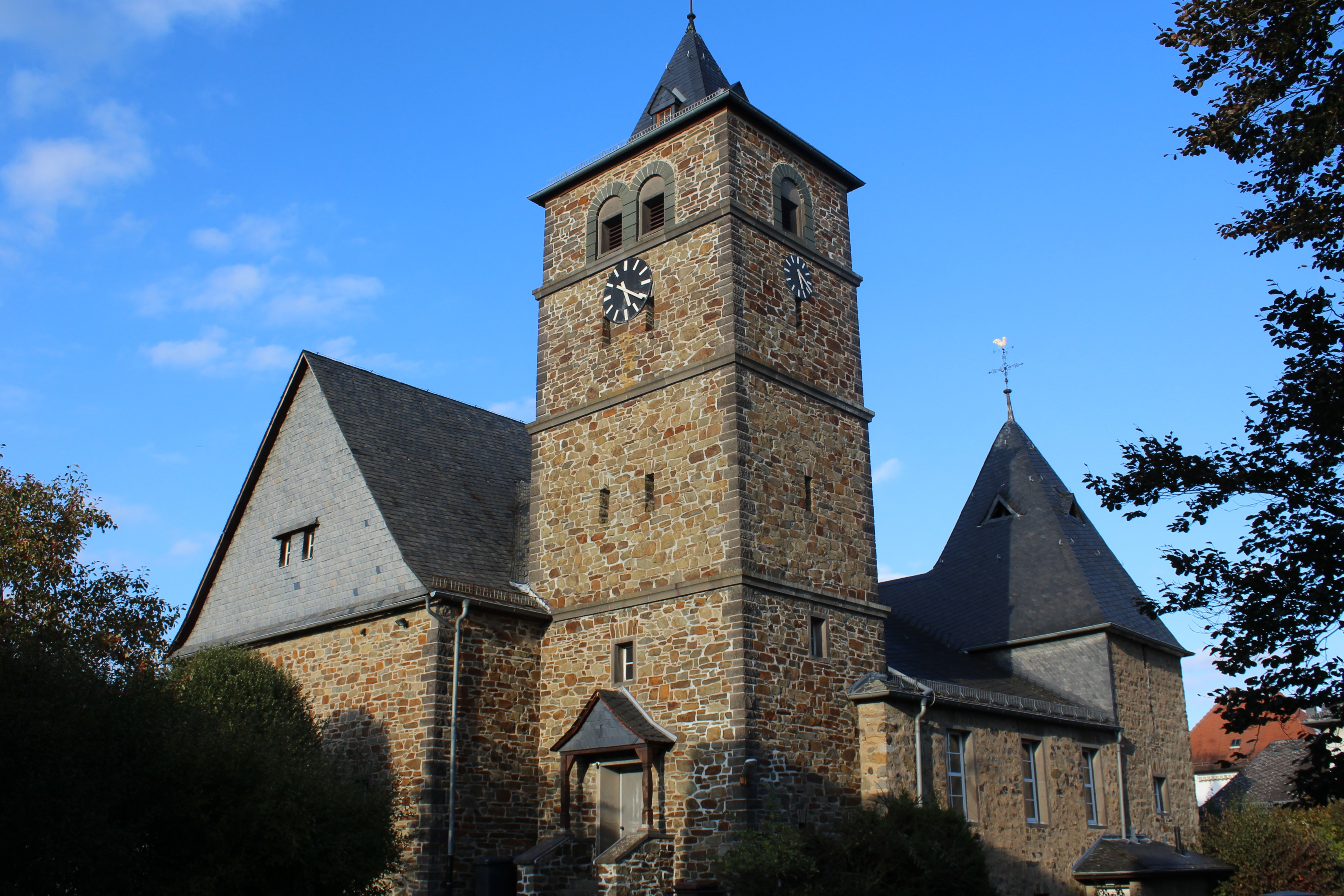
Ansicht von Südwesten

Die Evangelische Kirche in Münchholzhausen, einem Stadtteil von Wetzlar im hessischen Lahn-Dill-Kreis, ist eine denkmalgeschützte Chorturmkirche mit Baukörpern aus verschiedenen Bauepochen. An den mittelalterlichen wehrhaften Chorturm erstreckt sich westlich ein schmales barockes Kirchenschiff. Ihre heutige Gestalt erhielt die Kirche im Jahr 1937 durch einen Westturm und ein neues Kirchenschiff, das im Norden angebaut wurde.

## Geschichte
Urkundlich wird Münchholzhausen 771 im Lorscher Codex erstmals erwähnt. Unklar ist, ob sich die Schenkung auf eine Vorgängerkapelle bezieht. Die Herren von Kransberg hatten ursprünglich das Patronatsrecht inne, das mit dem Verkauf des Dorfes an die Grafen von Solms-Braunfels am Ende des 13. Jahrhunderts an diese überging. Die Herren von Göns hatten Münchholzhausen als Reichslehen in Besitz, bis es 1325 zwischen denen von Schwalbach und von Kinzenbach aufgeteilt wurde. Für dieses Jahr ist die Kirche erstmals urkundlich bezeugt und für das Jahr 1342 ein Pfarrer. Im Jahr 1399 ging das Dorf vollständig an die von Schwalbach über, bis es nach deren Aussterben im Jahr 1769 wieder an Solms-Braunfels zurückfiel. Kirchlich gehörte Münchholzhausen im Mittelalter zum Archipresbyterat Wetzlar im Archidiakonat St. Lubentius Dietkirchen in der Erzdiözese Trier.

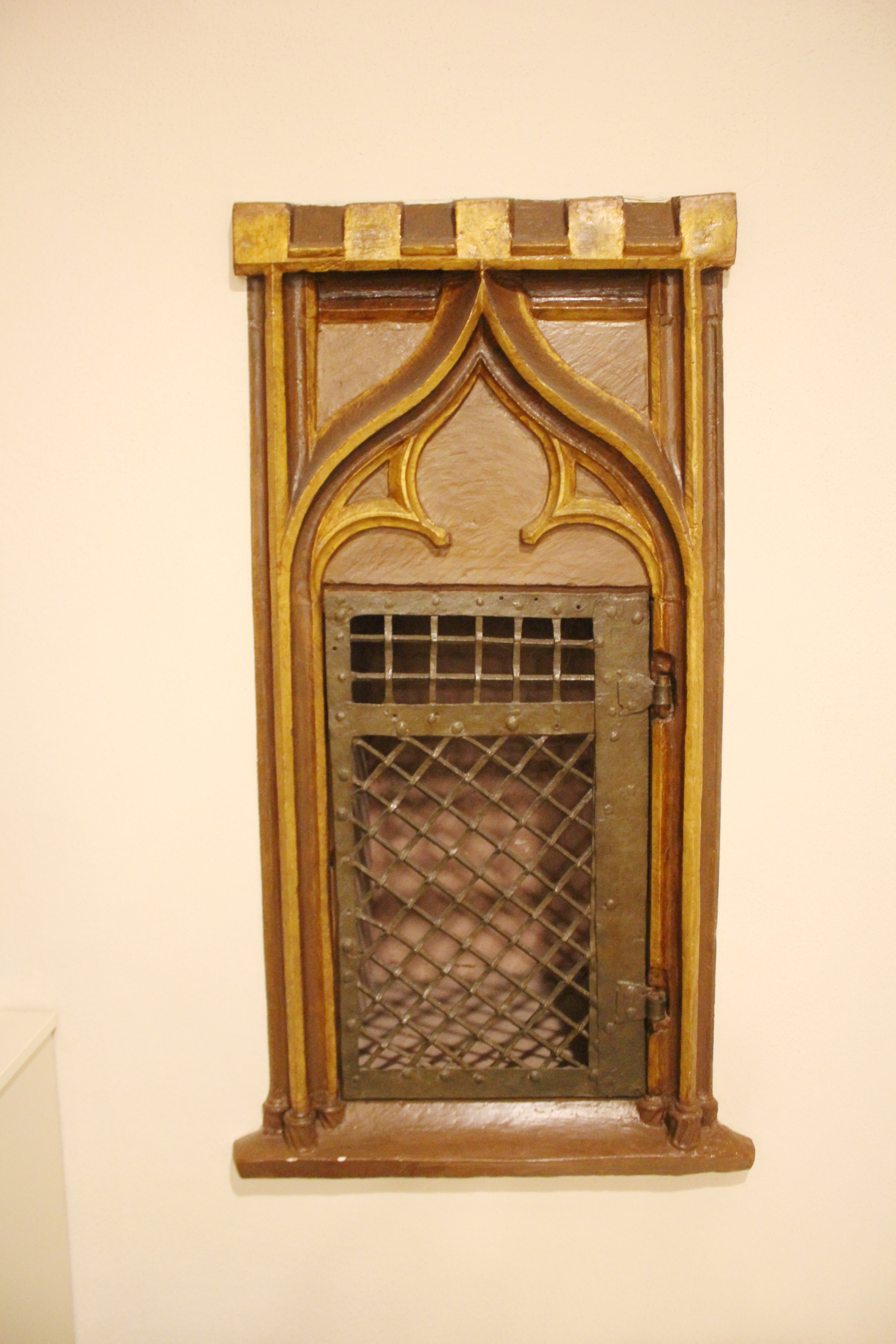
Spätgotische Sakramentsnische (um 1500)

Mit Einführung der Reformation wechselte die Kirchengemeinde in der Mitte des 16. Jahrhunderts zum evangelischen Bekenntnis. Sie war seit 1627 Filialgemeinde von Kleinrechtenbach, seit 1640 von Lützellinden, bis 1703 von Garbenheim und seit 1705 Filial von Dutenhofen. Vermutlich im 17. Jahrhundert wurde die mittelalterliche Kapelle durch ein barockes Schiff ersetzt. Von 1710 bis 1980 waren Münchholzhausen und Dutenhofen pfarramtlich verbunden. Als einzige Gemeinde im ansonsten reformierten Solms-Braunfels gehörte Münchholzhausen zur evangelisch-lutherischen Konfession.
Im Jahr 1937 ließ die Kirchengemeinde neben dem alten Kirchenschiff ein neues Schiff anbauen, das etwa die doppelte Breite des alten hatte. Im Westen wurde an das alte Schiff ein hoher Kirchturm errichtet. In die Kirche wurde eine Holzbalkendecke eingezogen, sodass im oberen Bereich ein Gemeindesaal und im unteren Bereich ein Jugendraum entstand, der im Süden einen eigenen Zugang erhielt. Bei einer Kirchenrenovierung um das Jahr 2002 wurde zwischen die beiden Schiffe eine bewegliche Faltwand eingebaut, die entweder eine separate Nutzung oder bei großen Veranstaltungen eine Zusammenlegung der beiden Räume ermöglicht. Die dunklen Ausstattungsstücke und die Decke wurden weiß gestrichen und die Pfeifenorgel, die sich in einem desolaten Zustand befand, durch eine elektronische Orgel ersetzt.
Von 1980 bis 2012 hatten beide Kirchengemeinden ihren eigenen Pfarrer. Im Jahr 2013 wurden die Gemeinden pfarramtlich verbunden und 2017 fusionierten sie mit etwa 3000 Gemeindegliedern zur Evangelischen Kirchengemeinde Dutenhofen/Münchholzhausen mit pfarramtlicher Verbindung zu Lützellinden. Die Kirchengemeinde gehörte bis 1977 zum Kirchenkreis Braunfels und wurde 1977 wegen der abgelegenen Lage dem Kirchenkreis Wetzlar zugeschlagen, der 2019 im Evangelischen Kirchenkreis an Lahn und Dill der Evangelischen Kirche im Rheinland aufging.

## Architektur

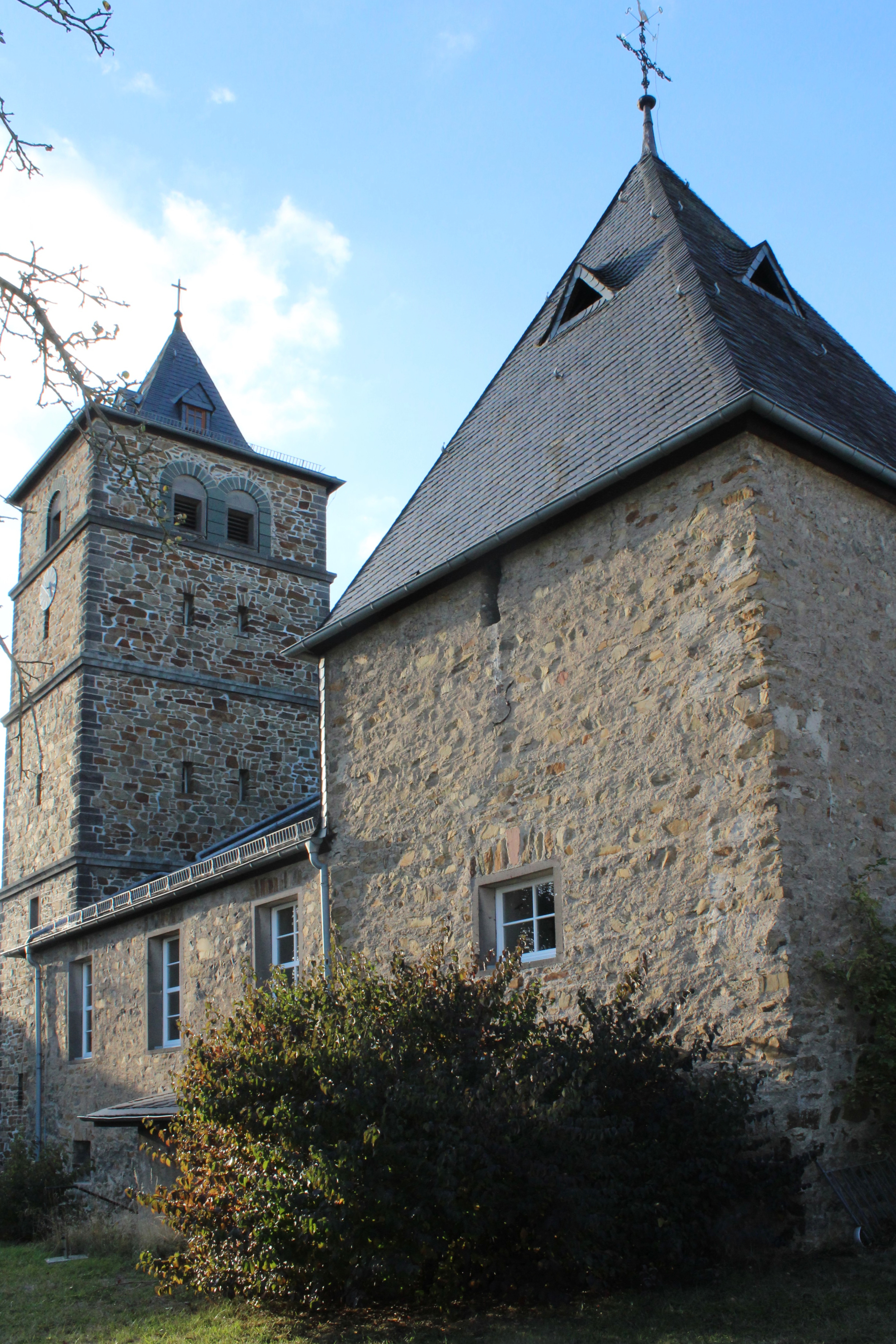
Mittelalterlicher Chorturm (rechts) und Westturm von 1937 (links)

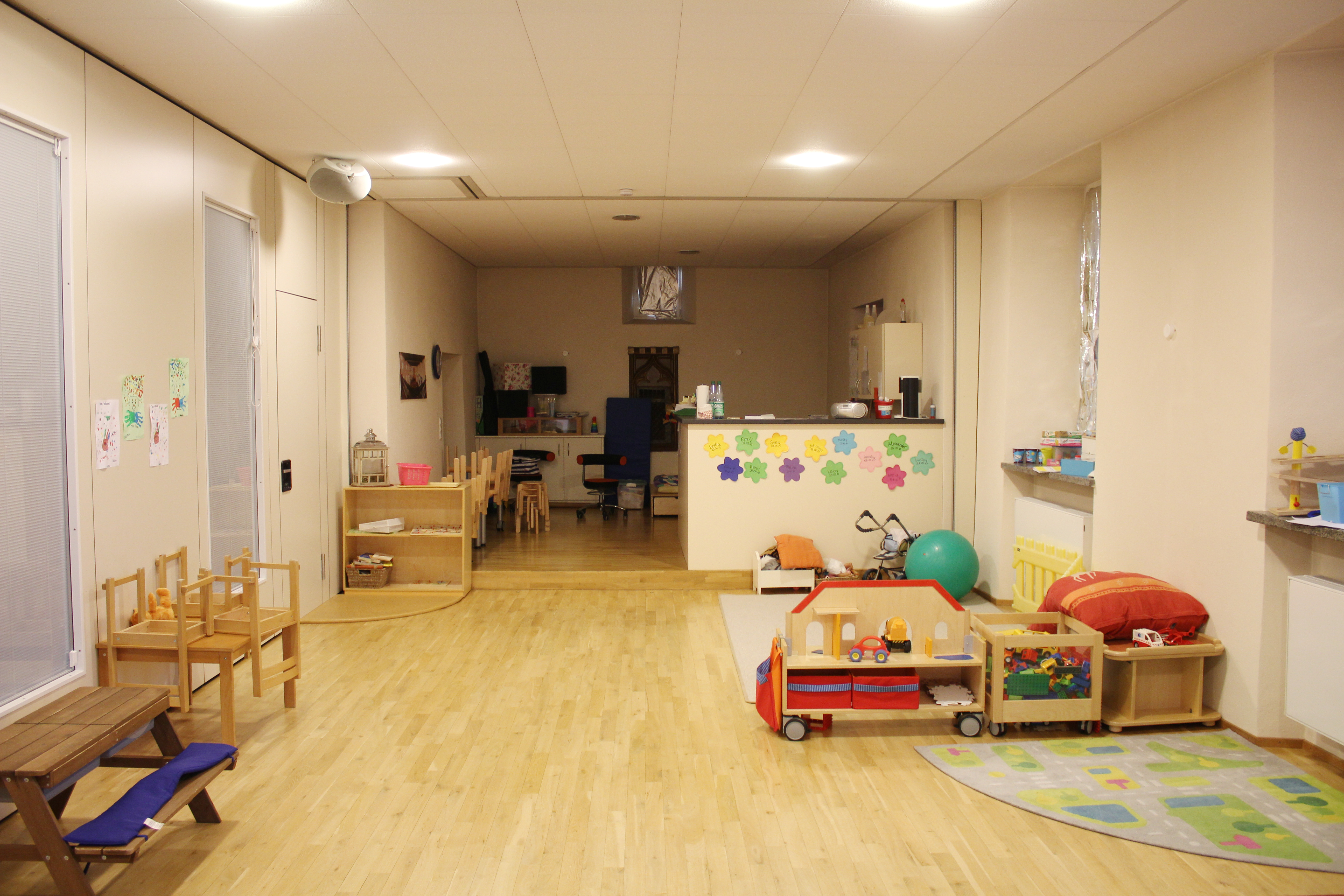
Ehemaliger Kirchsaal, der jetzt als Gemeinderaum genutzt wird

Der in etwa geostete Saalbau ist im alten Ortszentrum an einer Kreuzung errichtet. Während die Mauern des Ostturms und des alten Kirchenschiffs aus unverputztem Bruchsteinmauerwerk aus Grauwacke aufgeführt sind, sind der Westturm und das neue Kirchenschiff aus Backstein und Porenbeton mit einer Verkleidung aus Bruchstein erbaut.
Ältester Teil des Gebäudekomplexes ist der mittelalterliche gedrungene Chorturm auf quadratischem Grundriss. Vermutlich wurde seine Höhe etwas erniedrigt, bevor es sein heutiges verschiefertes Pyramidendach erhielt. Bis ins 20. Jahrhundert hinein diente das Obergeschoss als Glockenturm. Die verschieferte Westmauer des Obergeschosses ist in Fachwerk mit Gefachen ausgeführt. Das Dach wird von einem Turmknauf mit einem verzierten Kreuz und einer Windrose mit Wetterhahn bekrönt. Im Osten und Süden des Turms sind zwei kleine Viereckfenster eingelassen und unterhalb der Traufe kleine Schlitzfenster.
Das barocke Schiff geht wohl auf das 17. Jahrhundert zurück und ist in derselben Breite an den Ostturm angebaut. Durch den Einbau einer dreiseitigen Empore war das alte Schiff vor dem Kirchenneubau sehr beengt. Der Chorturm und das ursprüngliche Schiff bilden heute durch die gemeinsame Flachdecke einen einzigen Raum. Der barocke Dachstuhl wurde wohl 1937 im oberen Bereich erneuert, als das Satteldach durch ein Schleppdach ersetzt wurde. In die Südwand sind drei hochrechteckige Fenster eingelassen, die den heutigen Gemeinderaum belichten. Sie wurden 1937 im unteren Bereich verkleinert. Die alte Eingangstür mit Kastenschloss dient heute im Turm als Zugang zum Dachboden. An der Südseite ist der Grabstein der Gräfin zu Sayn-Wittgenstein von 1828 aufgestellt.
Der Westturm von 1937 auf quadratischem Grundriss  ist gegenüber dem alten Kirchenschiff etwas eingezogen und überragt den Ostturm deutlich an Höhe. Er wird durch drei umlaufende vorkragende Gesimsbänder in vier Geschosse gegliedert, die nach oben hin immer niedriger werden. Das Westportal hat ein kleines verschiefertes Vordach aus Holz. Die Turmhalle dient als Eingangsbereich für das neue Kirchenschiff und den Gemeinderaum sowie als Aufgang zur Orgelempore. An der Giebelseite des alten Schiffs war früher eine überdachte hölzerne Außentreppe angebracht. Die Glockenstube im obersten Geschoss hat viereckige Schallöffnungen in Rundbogennischen und beherbergt ein Dreiergeläut. Unterhalb der Schallöffnungen sind die Zifferblätter der Turmuhr angebracht. Der kleine vierseitige Spitzhelm wird von einem Turmknauf mit einem schlichten Kreuz bekrönt.
Der nördliche geräumige Anbau von 1937 auf rechteckigem Grundriss wird von einem Satteldach bedeckt, das ebenso wie das Giebeldreieck verschiefert ist. An der Nordseite belichten fünf schmale Rechteckfenster, über denen Rundfenster eingelassen sind, den Innenraum. Das Westportal mit rundbogigem Tympanon, das das Christusmonogramm trägt, wird von zwei kleinen Rechteckfenstern flankiert. Der sehr eingezogene rechteckige Ostchor wird von zwei kleinen hochrechteckigen Bleiglasfenstern belichtet, die die Auferstehung Jesu Christi zeigen.

## Ausstattung

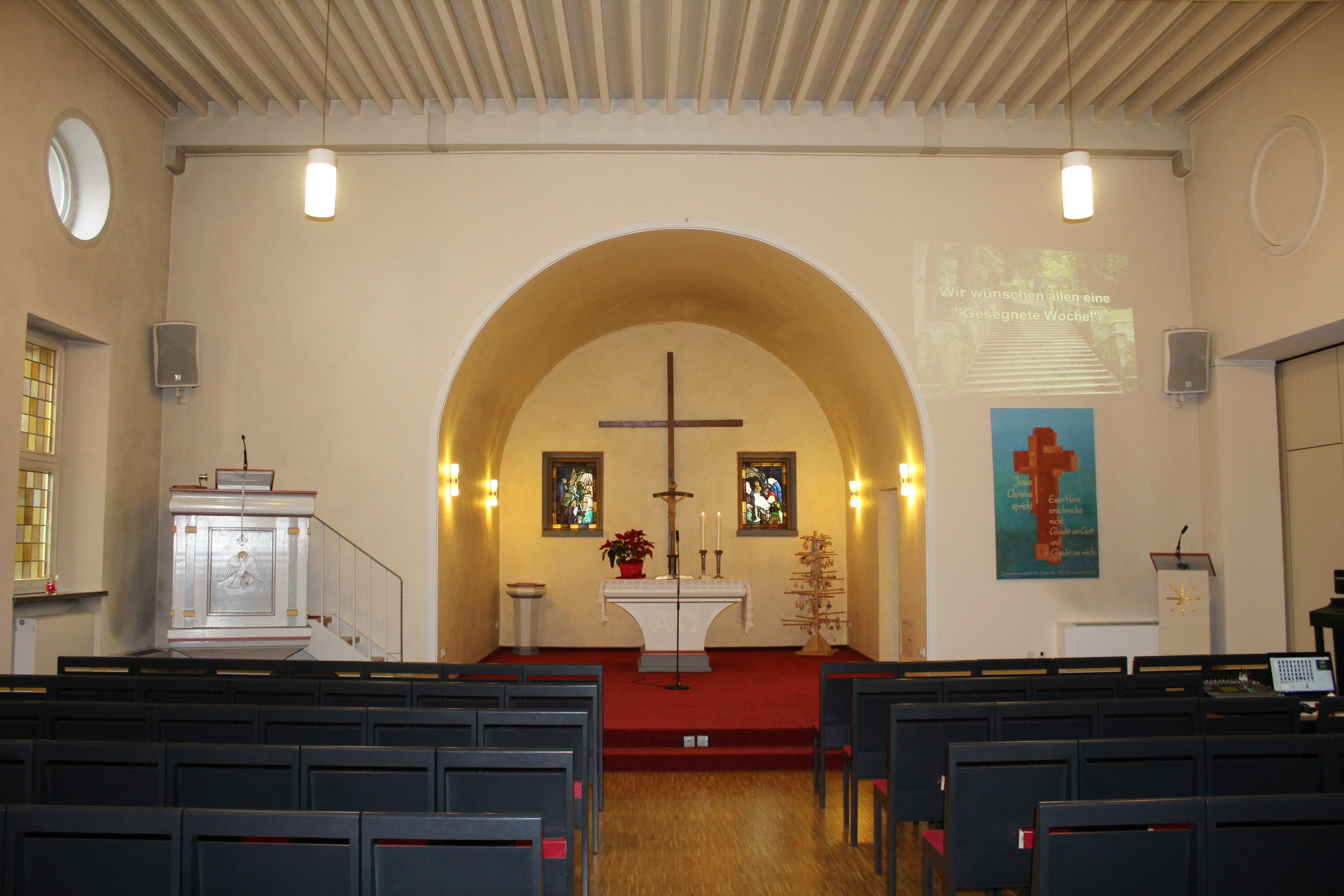
Innenausstattung mit Blick zum Altar

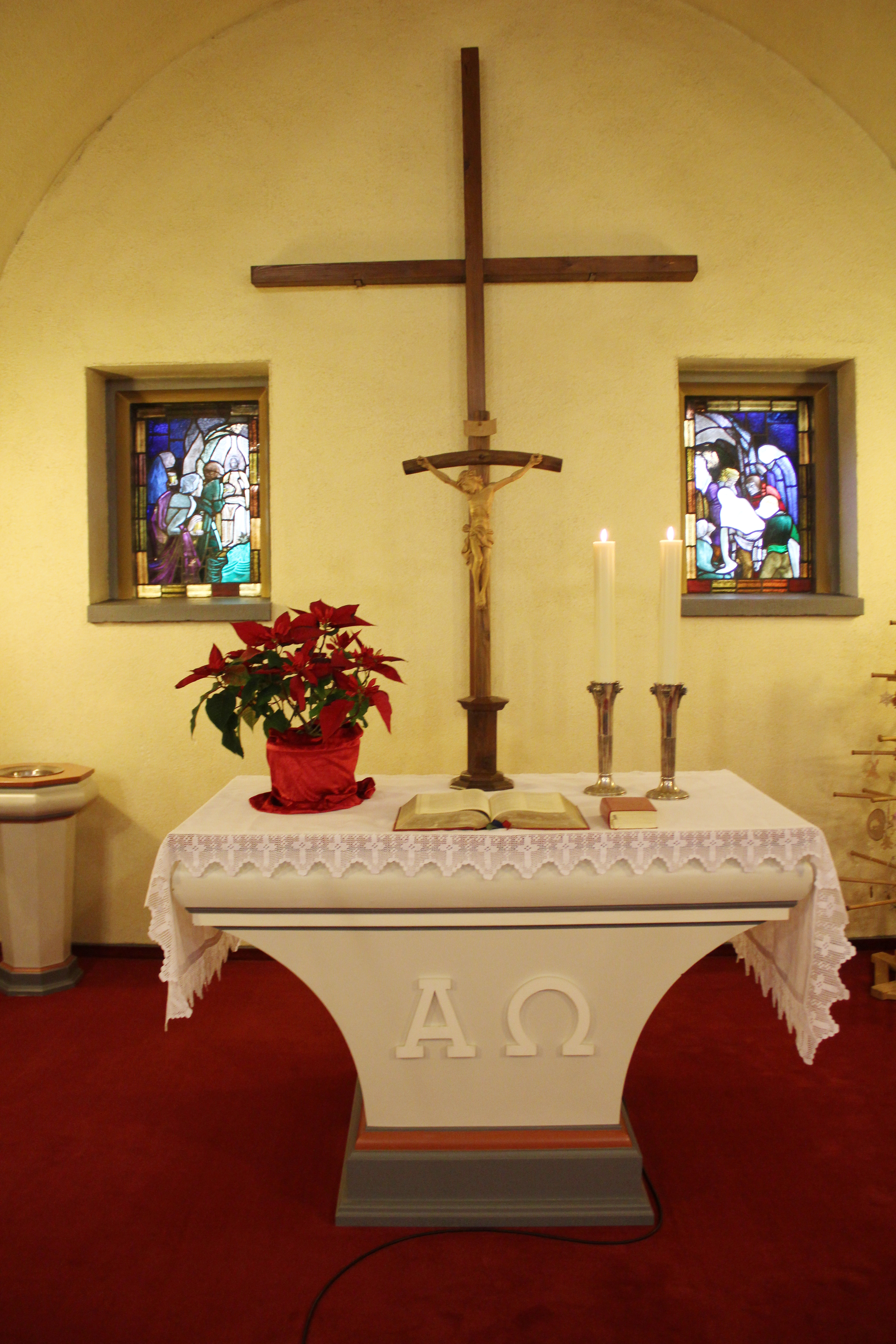
Altar

Der Innenraum des Schiffs wird von einer flachen Holzbalkendecke abgeschlossen, die von einem Hängewerk getragen wird. Die hölzerne Kirchenausstattung ist weitgehend bauzeitlich. Allerdings wurden die originale blau-rote Farbfassung der Decke von 1937 und die dunkle Fassung von Kanzel, Altar und Empore bei der letzten Kirchenrenovierung weiß überstrichen. Der östliche Teil ist um zwei Stufen erhöht und dient als liturgischer Bereich. Er endet in einer schmalen Längstonne, in der der Altar und das achtseitige Taufbecken aufgestellt sind. An der Südseite der Längstonne führt eine barocke Sakristeitür in den Chorturm.
In der Ostwand der alten Kirche ist eine spätgotische Sakramentsnische mit Gittertür unter einem Kielbogen mit Maßwerk und Zinnenbekrönung aus der Zeit um 1500 eingelassen. Wahrscheinlich war sie vor dem Anbau von 1937 seitlich in der Turmhalle angebracht. Das umgewidmete Schiff dient heute als Gemeinderaum und kann durch mobile Faltwände mit dem neuen Kirchenschiff verbunden werden.
In der Nordostecke des Schiffs ist die viereckige hölzerne Kanzel mit farblich abgesetzten Profilen in Rot und Grau auf kleinem quadratischem Fuß aufgestellt. Auf dem vorderen Kanzelfeld ist in der hochrechteckigen Füllung zwischen zwei schlichten Pilastern eine Taube dargestellt. Das schlichte Kirchengestühl lässt einen Mittelgang frei. Die Westempore, für die Teile der alten Seitenemporen wiederverwendet wurden, dient als Aufstellungsort für die Orgel. Sie hat statt der ursprünglichen kassettierten Brüstungsfelder eine Dockenbrüstung und ruht auf zwei Viereckpfosten und zwei Wandstützen.

## Orgel

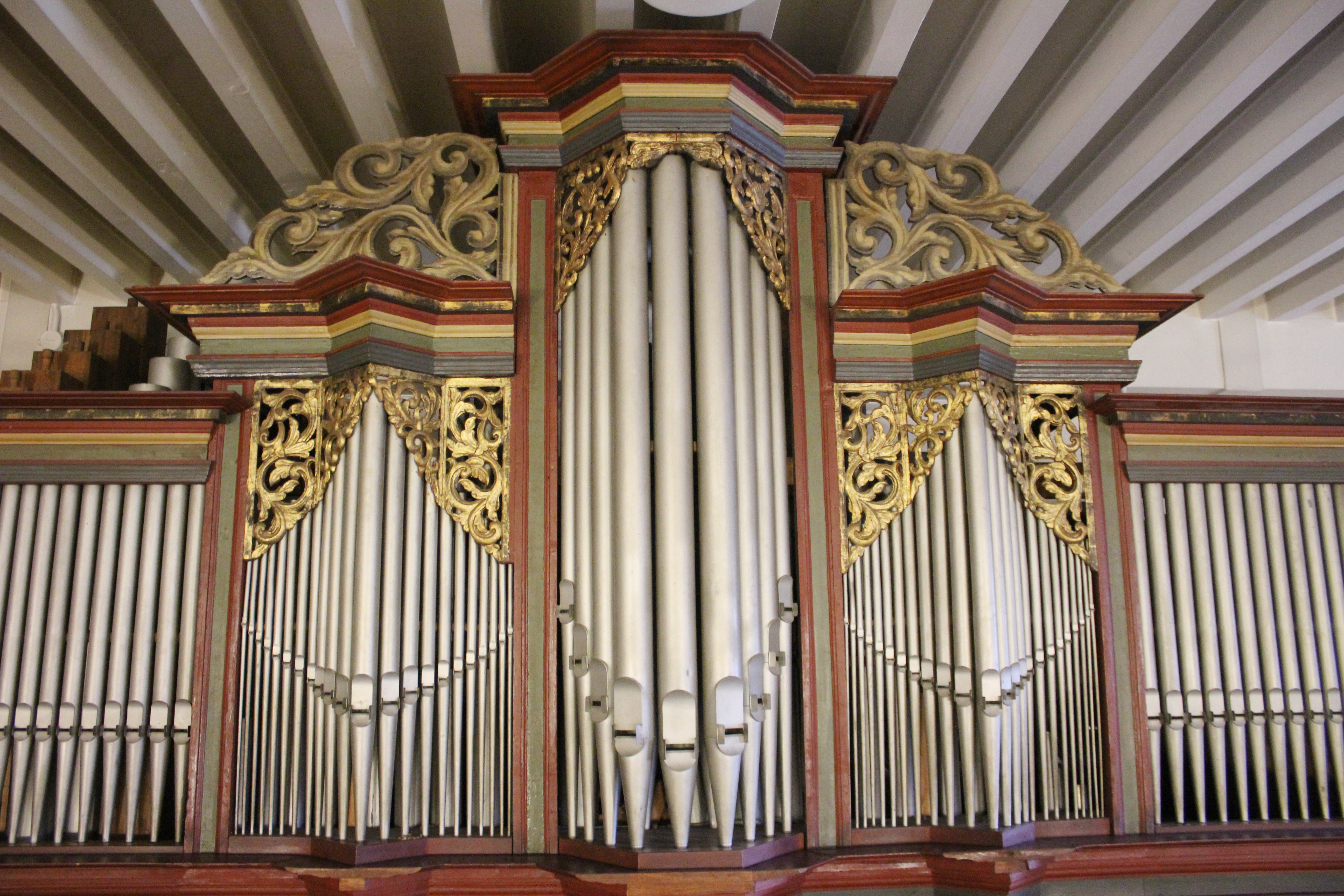
Stillgelegte Orgel hinter barockem Prospekt

Um 1750 baute vermutlich Orgelbauer Dreuth eine Orgel mit einem Manual.
Der überhöhte trapezförmige Mittelturm wird von zwei Spitztürmen flankiert, die ohne Lisenen aus Flachfeldern hervortreten. Die Schleierbretter bestehen aus vergoldetem Schnitzwerk aus Akanthusranken, das in größerer Form auch seitlich des Mittelturms angebracht ist. Unten und oben schließt ein profiliertes Kranzgesims das Hauptgehäuse ab.
Die Firma Förster & Nicolaus Orgelbau ersetzte das Orgelwerk durch eine größere, zweimanualige Anlage mit elektrischen Taschenladen hinter dem historischen Gehäuse. Der Neubau umfasste 15 Register auf zwei Manualen und Pedal.
Nachdem das Instrument immer störanfälliger geworden war, wurde es stillgelegt und im Jahr 2002 durch eine elektronische Sakralorgel des Typs Monarke von der Firma Johannus ersetzt. Um Platz für die Lautsprecher zu schaffen, die im historischen Orgelgehäuse aufgestellt wurden, wurden etliche Pfeifenstöcke leer geräumt. Die Orgel verfügt über 30 Register und 24 Kanäle auf zwei Manualen und Pedal.

## Geläut
Der mittelalterliche Chorturm beherbergte ursprünglich die Glocken. Die älteste Glocke datiert aus vorreformatorischer Zeit. Die Firma Rincker goss 1803 eine Glocke, die 1870 zersprang und neu gegossen wurde. Dasselbe Schicksal widerfuhr ihr 1892/1893. Sie wurde im Ersten Weltkrieg an die Rüstungsindustrie abgeliefert und eingeschmolzen. Rincker goss nach dem Zweiten Weltkrieg zwei neue Glocken, die wie die alte Glocke im neuen Westturm aufgehängt wurden. Das Dreiergeläut erklingt im Gloria-Motiv. Der Glockensachverständige der Rheinischen Kirche empfahl 2019 in einer gutachterlichen Stellungnahme die historische Glocke weitgehend zu schonen. Daraufhin beschloss das Presbyterium die Anschaffung einer neuen Glocke als Ersatz.
| Nr. | Gussjahr | Gießer, Gussort | Durchmesser (mm) | Masse (kg) | Schlagton | Inschrift                                                          | Bild |
| --- | -------- | --------------- | ---------------- | ---------- | --------- | ------------------------------------------------------------------ | ---- |
| 1   | 1957     | Rincker, Sinn   |                  |            | a1        |                                                                    |      |
| 2   | 1949     | Rincker, Sinn   |                  |            | h1        | „NACH KRIEG UND LEID UND HARTER ZEIT RUF ICH ERNEUT ZUR SELIGKEIT“ |      |
| 3   | um 1520  | unbezeichnet    | 680              | 210        | d2        | „vetter vertreip ich jesus br(e)is ich ni gos *“                   |      |